# チャンバー

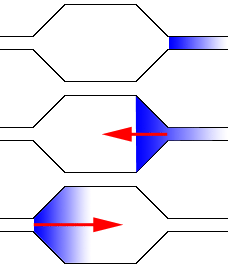
チャンバー

チャンバー(英: Expansion Chamber)とは、主に2ストロークガソリンエンジンにおいて、混合気の充填効率を高めるためにエキゾーストパイプに設けられた膨張室である。通常はエキゾーストパイプと一体化した部品となっており、全体をチャンバーと呼ぶことが多い。

## 概要
2ストローク機関のエキゾーストパイプには、エンジンへの取り付け部分からメガホンのように徐々に断面積が広がり、出口付近で絞られる形状を持つものがある。この膨らんだ部分を"expansion chamber"（膨張室）と呼び、日本語では「排気チャンバー」あるいは単に「チャンバー」と呼ばれる。サイレンサーはチャンバーの後方に独立した構造のものが取り付けられる。2ストローク機関ではバルブが無いため排気ポートが開くと排気が急に高い圧力でチャンバーに流れ込むが、その圧力はその後は疎となり、その圧力変化の脈動が続くようになる。
2ストローク機関の掃気行程では掃気ポートと排気ポートを同時に開き、一次圧縮された新気により排気ガスを押し出して燃焼室内に混合気を充填する。排気行程の初盤では圧力が高まった後に圧力が低下して掃気が推進されるが、掃気行程の終盤ではそのまま新気の一部が排気に吸い出され混合気の充填率に損失が生じる。これを改善するためにチャンバーが採用される。排気ポートから排出される排気ガスは圧力波となり、チャンバーの膨張部で広がり圧力を下げながら出口へと向かうが、圧力波がチャンバー出口付近の絞り部に達すると一部は反射波となって排気ポートへと戻る。チャンバーの長さは、掃気行程中盤で排気ガスを吸い出し、終盤で戻ってきた圧力波が排気ポートへ戻ってきて吹き抜けようとする新気を燃焼室に押し戻す長さに設定することができる。
ただし、圧力波の伝播速度は音速と同じなので反射波が戻るまでの時間はチャンバーの長さや形状に依存して一定なので、チャンバーの効果が得られる回転速度に限りがある。このため、エンジンのトルクに山や谷ができて有効なパワーバンドが狭くなり、操縦性に問題が出る。そのため、排気デバイスを併用することにより排気ポートの開くタイミングを変えたり、チャンバーの圧力特性を変化させる共鳴室の開閉を行うことで、チャンバーの効果が得られる回転数の範囲を広くしている。
2気筒以上の場合はそれぞれのシリンダーに独立したチャンバーを設けている場合や、チャンバーを設けずエキゾーストマニホールドで集合させて互いのシリンダーの排気圧力波を利用して吹き抜けを抑える方法をとっている場合が多い。一方で、チャンバーの手前で排気管を集合させ、複数のシリンダーに対して1つのチャンバーで対応する構造を持つものもあり、集合式チャンバーと呼ばれる。比較的近年はオートバイ用の改造部品として製造、販売されていた。

## 歴史
こうしたコンセプトの排気チャンバーを最初に発明したのは1938年のナチス・ドイツの技術者、リムバッハとされている。当時、ドイツではガソリンが不足しており、石炭や下水生成物（下水汚泥）なども燃料としなければならない状況であったため、燃費改善の目的で製作されたが、予期せぬ副産物として高い出力を発揮することが発見された。
第二次世界大戦終結後、東ドイツの技術者であったウォルター・カーデンがこのコンセプトを再開発し、1951年に、DKWのエーリッヒ・ウルフが開発したレーサーマシンに初めて搭載した。翌1952年にはIFAのクルト・カンプにより同社のレーサーマシンに模倣された。しかし1953年になると、ロータリーディスクバルブの発明で知られるZPH製エンジンを搭載したプライベーターのレーサーマシンに勝てなくなり、IFAはカーデンに移籍してチャンバーを改良することを依頼した。カーデンはオシロスコープで排気システム内の共鳴を調査して、最大限の性能が得られるようにチャンバーを改良した。その結果、1954年時点でIFA/MZ製125ccエンジンの出力は13馬力を超え(リッター当たり100馬力以上)、のちに25馬力/10,800rpmにまで達した。カーデン率いるIFA/MZは1955年から1976年に掛けて、ロードレース世界選手権で13勝を挙げ、105回の表彰台を獲得した。
1961年、東ドイツ出身のライダー、エルンスト・デグナーが亡命したことでチャンバーの技術は西側諸国にもたらされた。デグナーは1957年から1961年までMZ所属であったが、1961年のスウェーデンGPで途中リタイヤしたのち、海路で西ドイツに亡命し、スズキに移籍した。その後はスズキのライダーとして引退まで常にチャンバーの形状に拘り続け、スズキは彼のために後方排気のレーサーを提供していた。